# Carlos Small
Carlos Daniel Small Cárdenas, meglio noto come Carlos Small (Colón, 13 marzo 1995), è un calciatore panamense, attaccante del Real España in prestito dall'Indep. La Chorrera.

## Caratteristiche tecniche
È un centravanti.

## Carriera

### Nazionale
Nel 2015 ha partecipato ai Mondiali Under-20.
Ha esordito con la nazionale panamense il 17 febbraio 2016 in occasione dell'amichevole vinta 1-0 contro El Salvador.